# Futsal Nowiny
GKS Ekom Futsal Nowiny – polski męski klub futsalu z Nowin. Od 2013 występuje w I lidze. W sezonie 2016 klub zadebiutował w ogólnopolskich rozgrywkach piłki plażowej.

## Historia
Klub powstał w 2009 pod nazwą UKS Futsal Nowiny. Jego założycielem był Michał Panas, nauczyciel wychowania fizycznego w Zespole Szkół Ponadpodstawowych w Nowinach. W 2011 sponsorem klubu została firma Ekom – nazwę zmieniono na UKS Ekom Futsal Nowiny. W sezonie 2012/2013 UKS Ekom Futsal Nowiny zajął 3. miejsce w II lidze. Ze względu na reorganizację rozgrywek i nieprzystąpienie do rywalizacji w I lidze Jedynki Busko-Zdrój, to UKS otrzymał prawo gry na tym poziomie ligowym w sezonie 2013/2014.
W I lidze UKS Ekom Futsal Nowiny zadebiutował 21 września 2013, przegrywając w meczu domowym z AZS UMCS Lublin (2:6). Pierwsze zwycięstwo odniósł osiem dni później, pokonując na wyjeździe Jedynkę Niemodlin (4:1). Pierwszoligowy sezon 2013/2014 piłkarze UKS zakończyli na 8. miejscu w tabeli (siedem zwycięstw, dwa remisy, 11 porażek). W sezonie 2014/2015, wygrywając 11 z 22 meczów, zajęli w I lidze 5. miejsce. Zawodnik UKS Maciej Ponikowski uplasował się na 3. pozycji w klasyfikacji najlepszych strzelców rozgrywek (29 goli). W 2015 zmieniono nazwę na GKS Ekom Futsal Nowiny.
Klub podjął również szkolenie młodzieży. W 2012 drużyna UKS zajęła 10. miejsce w mistrzostwach Polski do lat 20, które zostały rozegrane w Białymstoku. W 2014 juniorzy drużyny z Nowin uplasowali się na 10. pozycji w mistrzostwach Polski U-14 w Gliwicach. W 2015 zawodnicy UKS zajęli 10. miejsce podczas mistrzostw Polski do lat 16, które odbyły się w Toruniu. Gracze klubu z Nowin powoływani byli również do reprezentacji Polski U-21 (po raz pierwszy w 2015).
Od sezonu 2016 klub rozpoczął zmagania w I lidze piłki plażowej, występując w grupie południowej. W debiutanckim sezonie drużyna zdobyła piąte miejsce.

## Osiągnięcia
- I liga futsalu:
  - 5. miejsce: 2014/2015
- I liga piłki plażowej:
  - 5. miejsce: 2016

## Futsal

### Udział w rozgrywkach
| Sezon     | Rozgrywki ligowe | Rozgrywki ligowe          | Rozgrywki ligowe | Puchar Polski    | Uwagi |
| Sezon     | Liga             | Liga                      | Miejsce          | Puchar Polski    | Uwagi |
| --------- | ---------------- | ------------------------- | ---------------- | ---------------- | ----- |
| 2010/2011 | III              | II liga (grupa III)       | 4/9              | 1/32 finału      |       |
| 2012/2013 | brak danych      | brak danych               | brak danych      | 1/16 finału      |       |
| 2013/2014 | II               | I liga (grupa południowa) | 8/11             | nie przystępował |       |
| 2014/2015 | II               | I liga (grupa południowa) | 5/12             | 1/16 finału      |       |
| 2015/2016 | II               | I liga (grupa południowa) | 7/12             | 1/16 finału      |       |
| 2016/2017 | II               | I liga (grupa południowa) | 8/11             | 1/16 finału      |       |
| 2017/2018 | II               | I liga (grupa południowa) | 11/12            | 1/16 finału      |       |
| 2018/2019 | II               | I liga (grupa południowa) | 9/12             | 1/16 finału      |       |
| 2019/2020 | II               | I liga (grupa południowa) | 6/12             | 1/16 finału      |       |
| 2020/2021 | II               | I liga (grupa południowa) | 5/12             | 1/16 finału      |       |
| 2021/2022 | II               | I liga (grupa południowa) | 11/12            | 1/32 finału      |       |
| 2022/2023 | II               | I liga (grupa południowa) | 11/12            |                  |       |
| 2023/2024 | II               | I liga (grupa południowa) | 10/12            |                  |       |
| 2024/2025 | II               | I liga (grupa południowa) | 12/12            |                  |       |

## Piłka nożna plażowa

### Udział w rozgrywkach
| Sezon | Rozgrywki ligowe | Rozgrywki ligowe          | Rozgrywki ligowe | Puchar Polski    | Uwagi |
| Sezon | Liga             | Liga                      | Miejsce          | Puchar Polski    | Uwagi |
| ----- | ---------------- | ------------------------- | ---------------- | ---------------- | ----- |
| 2016  | II               | I liga (grupa południowa) | 5/9              | nie przystępował |       |